# Harald Asplund

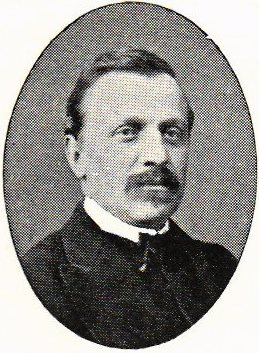
Harald Asplund

Harald Asplund (* 15. März 1831 in Härnösand; † 13. Oktober 1904 in Stockholm) war ein schwedischer Ingenieur.

## Leben
Asplund begann 1846 ein Studium an der Technischen Hochschule Chalmers in Göteborg, das er 1849 beendete.
Danach wurde er technischer Zeichner und Konstrukteur bei Munktells Mekaniska Verkstad in Eskilstuna, wo er bis 1857 wirkte. Er war an der Entwicklung der ersten in Schweden gebauten Dampflokomotive beteiligt, die von dem Eisenbahnunternehmer Fredrik Sundler bestellt wurde. Die Lok wurde Förstlingen genannt und 1853 in Eskilstuna gebaut. 1857 zog Asplund nach Kristinehamn, dort war er von 1860 bis 1882 Geschäftsführer der Kristinehamns Mekaniska Verkstad.
In der dortigen Lokwerkstatt führte er maßgebliche Verbesserungen an Drehgestellen und Radialachsen durch.
Er war 1873 in Stockholm Mitglied des Ausschusses für die Auflösung der Köping–Hults Järnväg sowie von 1893 bis 1895 Mitglied im Järnvägskommittén (deutsch Eisenbahnausschuss).
Asplund war seit dem 5. Juni 1867 mit Alma Charlotte Asplund (geborene Lennmark, * 29. August 1844) verheiratet und hatte drei Kinder. Ihr Sohn Arthur Harald Asplund (geboren am 22. Juni 1870) war beim Väg- och vattenbyggnadskåren beschäftigt. Ihre Töchter waren Alma Mathilda Louise, verheiratete Wolffram (geboren am 17. März 1872) und Clary Charlotte, verheiratete Morales (geboren am 31. Mai 1876), die Konzertsängerin und Gesangslehrerin war.
Seine Grabstätte befindet sich auf dem Norra begravningsplatsen (deutsch Nordfriedhof) in Solna.

## Auszeichnung
Harald Asplung war Ritter des königlichen Wasaordens.